# Probolomyrmex guanacastensis
Probolomyrmex guanacastensis es una especie de hormiga del género Probolomyrmex, tribu Probolomyrmecini, familia Formicidae. Fue descrita científicamente por O'Keefe & Agosti en 1998.
Se distribuye por Costa Rica. Habita en bosques ribereños.